# Gytje
Gytje er et sediment (tidligere også kaldet dynd), afsat i søer eller på havbunden. Materialet består af både omsat, organisk materiale og uorganisk (ler, silt, finsand, skaller af kiselalger eller kalkskaller). Den mest karakteristiske gytje er dannet ved bundlevende dyrs aktivitet i det nedskyllede materiale. Ved dannelsen sammenblandes varierende mængder uorganisk materiale med det organiske, og ved undersøgelse finder man et mindre glødetab og vandindhold, end det er almindeligt for tørv.
Gytje har ofte en grågrøn farve, og sammenblandingen af finkornet, organisk materiale med uorganiske partikler gør, at gytjen ofte har en "gæragtig" konsistens.